# Morgantown (Kentucky)
Morgantown é uma cidade localizada no estado americano de Kentucky, no Condado de Butler.

## Demografia
Segundo o censo americano de 2000, a sua população era de 2544 habitantes.
Em 2006, foi estimada uma população de 2538, um decréscimo de 6 (-0.2%).

## Geografia
De acordo com o United States Census Bureau tem uma área de
8,7 km², dos quais 8,7 km² cobertos por terra e 0,0 km² cobertos por água. Morgantown localiza-se a aproximadamente 183 m acima do nível do mar.

## Localidades na vizinhança
O diagrama seguinte representa as localidades num raio de 32 km ao redor de Morgantown.